# Maksym Talovjerov
Maksym Vadymovyč Talovjerov (in ucraino Максим Вадимович Таловєров?; Nal'čik, 28 giugno 2000) è un calciatore ucraino, difensore del Plymouth e della nazionale ucraina.

## Biografia
Suo padre Vadym era anch'egli un calciatore. Maksym è nato a Nal'čik in Russia mentre suo padre militava nella squadra locale.

## Caratteristiche tecniche
È un difensore centrale.

## Carriera

### Club
Cresciuto nel settore giovanile dello Šachtar, in seguito milita nelle giovanili di Arsenal Kiev ed Olimpik Donec'k prima di trasferirsi in Repubblica Ceca alla Dyn. Č. Budějovice; dopo un prestito semestrale allo Sparta Praga, il 31 maggio 2020 debutta in prima squadra giocando l'incontro di 1. liga vinto 3-2 contro il Bohemians 1905.
Il 5 gennaio 2022 viene acquistato dallo Slavia Praga.
Il 1º febbraio 2023 viene ceduto in prestito al LASK.
Il 17 agosto 2023 il prestito viene rinnovato.
Il 5 febbraio 2024 viene riscattato dal club austriaco.

### Nazionale
Dopo avere militato nell'under-21, con cui ha disputato l'europeo di categoria nel 2023, il 21 marzo 2024 esordisce in nazionale maggiore nella sfida vinta per 1-2 in casa della Bosnia ed Erzegovina. Pochi mesi dopo viene inserito nella lista dei convocati per Euro 2024.
Nel luglio 2024 viene inserito tra i convocati per le Olimpiadi.

## Statistiche
Statistiche aggiornate al 29 maggio 2021.

### Presenze e reti nei club
| Stagione                | Squadra                 | Campionato              | Campionato | Campionato | Coppe nazionali | Coppe nazionali | Coppe nazionali | Coppe continentali | Coppe continentali | Coppe continentali | Altre coppe | Altre coppe | Altre coppe | Totale | Totale | Totale |
| Stagione                | Squadra                 | Comp                    | Pres       | Reti       | Comp            | Pres            | Reti            | Comp               | Pres               | Reti               | Comp        | Pres        | Reti        | Pres   | Reti   |        |
| ----------------------- | ----------------------- | ----------------------- | ---------- | ---------- | --------------- | --------------- | --------------- | ------------------ | ------------------ | ------------------ | ----------- | ----------- | ----------- | ------ | ------ | ------ |
| ago.-dic. 2019          | Sparta Praga B          | CFL                     | 13         | 0          |                 | -               | -               |                    | -                  | -                  |             | -           | -           | 13     | 0      |        |
| gen.-giu. 2020          | Dyn. Č. Budějovice      | 1L                      | 7          | 0          | CRC             | 0               | 0               |                    | -                  | -                  |             | -           | -           | 7      | 0      |        |
| 2020-2021               | Dyn. Č. Budějovice      | 1L                      | 26         | 1          | CRC             | 1               | 0               |                    | -                  | -                  |             | -           | -           | 27     | 1      |        |
| 2021-gen. 2022          | Dyn. Č. Budějovice      | 1L                      | 14         | 0          | CRC             | 2               | 0               |                    | -                  | -                  |             | -           | -           | 16     | 0      |        |
| Totale České Budějovice | Totale České Budějovice | Totale České Budějovice | 47         | 1          |                 | 3               | 0               |                    | -                  | -                  |             | -           | -           | 50     | 1      |        |
| gen.-giu. 2022          | Slavia Praga            | 1L                      | 5          | 0          | CRC             | 0               | 0               | UECL               | 2                  | 0                  |             | -           | -           | 7      | 0      |        |
| Totale carriera         | Totale carriera         | Totale carriera         | 65         | 1          |                 | 3               | 0               |                    | 2                  | 0                  |             | -           | -           | 70     | 1      |        |

### Cronologia presenze e reti in nazionale
| Cronologia completa delle presenze e delle reti in nazionale ― Ucraina | Cronologia completa delle presenze e delle reti in nazionale ― Ucraina | Cronologia completa delle presenze e delle reti in nazionale ― Ucraina | Cronologia completa delle presenze e delle reti in nazionale ― Ucraina | Cronologia completa delle presenze e delle reti in nazionale ― Ucraina | Cronologia completa delle presenze e delle reti in nazionale ― Ucraina | Cronologia completa delle presenze e delle reti in nazionale ― Ucraina | Cronologia completa delle presenze e delle reti in nazionale ― Ucraina |
| Data                                                                   | Città                                                                  | In casa                                                                | Risultato                                                              | Ospiti                                                                 | Competizione                                                           | Reti                                                                   | Note                                                                   |
| ---------------------------------------------------------------------- | ---------------------------------------------------------------------- | ---------------------------------------------------------------------- | ---------------------------------------------------------------------- | ---------------------------------------------------------------------- | ---------------------------------------------------------------------- | ---------------------------------------------------------------------- | ---------------------------------------------------------------------- |
| 21-3-2024                                                              | Zenica                                                                 | Bosnia ed Erzegovina                                                   | 1 – 2                                                                  | Ucraina                                                                | Qual. Euro 2024                                                        | -                                                                      | 90+2’                                                                  |
| 26-3-2024                                                              | Breslavia                                                              | Ucraina                                                                | 2 – 1                                                                  | Islanda                                                                | Qual. Euro 2024                                                        | -                                                                      | 88’                                                                    |
| 7-6-2024                                                               | Varsavia                                                               | Polonia                                                                | 3 – 1                                                                  | Ucraina                                                                | Amichevole                                                             | -                                                                      | 86’                                                                    |
| 21-6-2024                                                              | Düsseldorf                                                             | Slovacchia                                                             | 1 – 2                                                                  | Ucraina                                                                | Euro 2024 - 1º turno                                                   | -                                                                      | 90+2’                                                                  |
| 11-10-2024                                                             | Poznań                                                                 | Ucraina                                                                | 1 – 0                                                                  | Georgia                                                                | UEFA Nations League 2024-2025 - 1º turno                               | -                                                                      | 79’                                                                    |
| 14-10-2024                                                             | Breslavia                                                              | Ucraina                                                                | 1 – 1                                                                  | Rep. Ceca                                                              | UEFA Nations League 2024-2025 - 1º turno                               | -                                                                      |                                                                        |
| 19-11-2024                                                             | Tirana                                                                 | Albania                                                                | 1 – 2                                                                  | Ucraina                                                                | UEFA Nations League 2024-2025 - 1º turno                               | -                                                                      | 85’                                                                    |
| 10-6-2025                                                              | Toronto                                                                | Nuova Zelanda                                                          | 1 – 2                                                                  | Ucraina                                                                | Amichevole                                                             | -                                                                      | 66’                                                                    |
| Totale                                                                 |                                                                        | Presenze                                                               | 8                                                                      |                                                                        | Reti                                                                   | 0                                                                      |                                                                        |